# Diplothorax lucens
Diplothorax lucens är en skalbaggsart som beskrevs av Holzschuh 1995. Diplothorax lucens ingår i släktet Diplothorax och familjen långhorningar. Inga underarter finns listade i Catalogue of Life.